# Houston Press

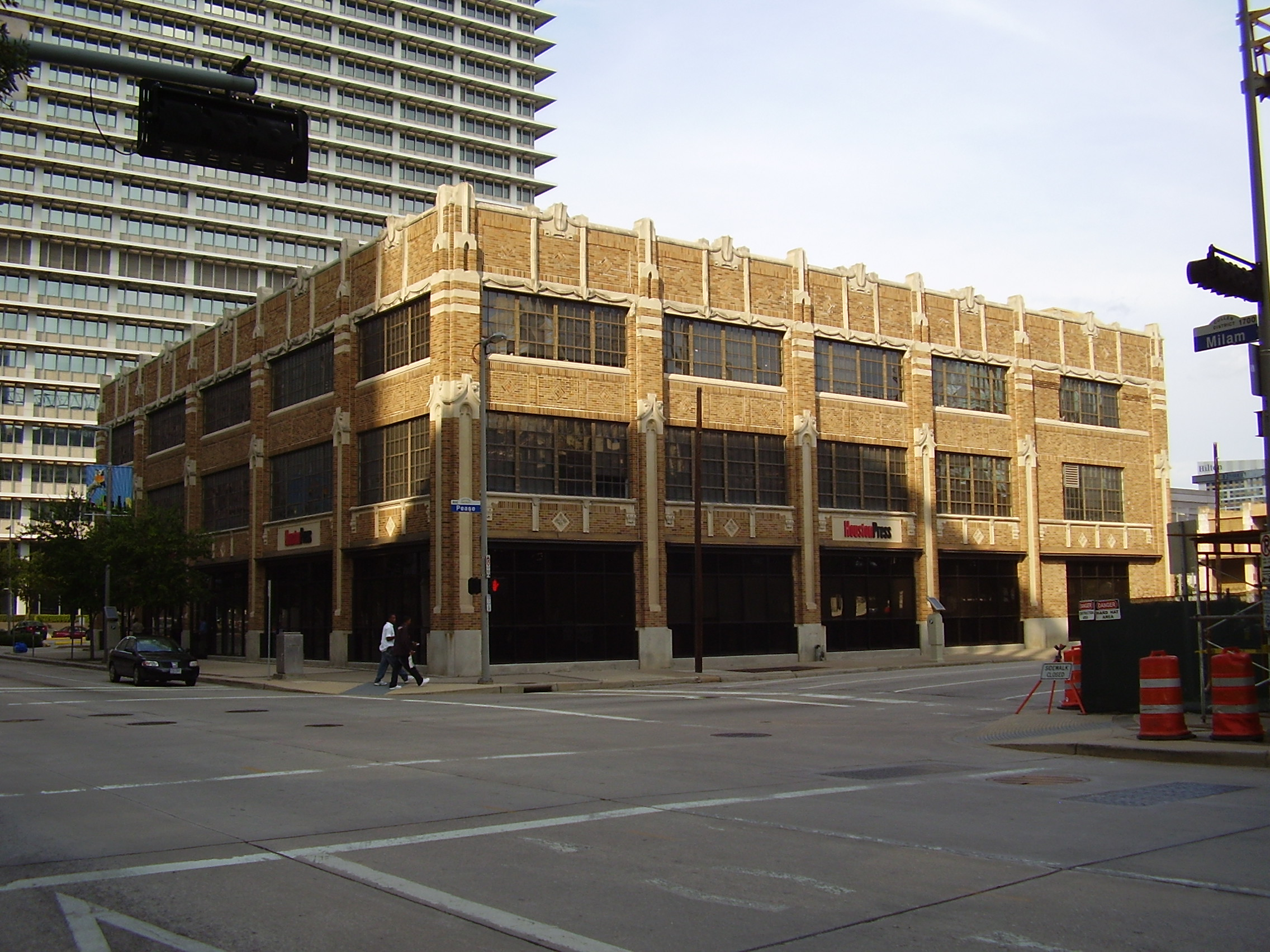
La sede di Houston Press

Lo Houston Press è un giornale culturale online statunitense, pubblicato nella città di Houston in Texas. Dall'anno della fondazione, nel 1989, fino al 2017 era stampato settimanalmente e distribuito in ristoranti, bar e negozi. La sua sede si trova a 1621 Milam Street, Suite 100, Houston.
La proprietà della testata è di Voice Media Group.